# Principe de superposition
 (novembre 2023).
 (février 2024).
Si vous disposez d'ouvrages ou d'articles de référence ou si vous connaissez des sites web de qualité traitant du thème abordé ici, merci de compléter l'article en donnant les références utiles à sa vérifiabilité et en les liant à la section « Notes et références ».
Pour les articles homonymes, voir superposition.
Ne doit pas être confondu avec Principe de superposition (géologie).
Le principe de superposition correspond à la propriété permettant de construire la solution d'un problème linéaire par la superposition d'autres solutions. Le mot superposition est à comprendre comme synonyme de combinaison linéaire. Le principe découle de relations formelles pour les systèmes linéaires et il n'est posé comme réellement fondamental que dans le cadre de la superposition quantique.

## Historique
Le principe de superposition est formulé en 1753 par Daniel Bernoulli dans le cadre de la mécanique comme hypothèse selon laquelle la forme générale du mouvement d’un système vibrant peut s'exprimer comme une superposition de ses modes propres. L'idée fut d'abord rejetée notamment par Leonhard Euler et Joseph Lagrange avant que les travaux de Joseph Fourier sur la décomposition des fonctions périodiques en somme de sinus et de cosinus ne le fasse accepter,.

## Point de vue formel
Dans le cadre des applications linéaires, la superposition peut être renvoyée à deux propriétés simples : additivité (en)
{\displaystyle F(x_{1}+x_{2})=F(x_{1})+F(x_{2})\,}
et homogénéité
{\displaystyle F(ax)=aF(x)\,}
avec a scalaire.
Il en découle qu'une fonction qui pour {\displaystyle x_{1}} et  {\displaystyle x_{2}} donne respectivement des solutions de forme  {\displaystyle a_{1}F(x_{1})} et  {\displaystyle a_{2}F(x_{1})}, donnera pour {\displaystyle x=x_{1}+x_{2}} {\displaystyle F(x)=a_{1}F(x_{1})+a_{2}F(x_{2})}, solution conservant les propriétés de linéarité.
Ces principes formels sont notamment à la base de l’analyse de Fourier dans laquelle une solution correspond à la superposition d'un ensemble de sinusoïdales simples ou à celle d'une fonction de Green où les solutions sont des réponses impulsionnelles composées de distributions de Dirac.

## Approche systémique

Le mouvement d'une roue qui roule peut être décrit par la combinaison linéaire de deux mouvements, une translation et une rotation.

On dit qu'un système de type entrée-sortie est linéaire ou relève du principe de superposition si :
- à la somme de deux entrées quelconques correspond la somme des deux sorties correspondantes,

- à un multiple d'une entrée quelconque correspond le même multiple de la sortie correspondante.

Ces conditions correspondent aux relations formelles indiquées plus haut.
Dans le domaine des systèmes physiques et mécaniques, on appelle souvent l'entrée excitation et la sortie réponse, et par exemple, dans le cas d'une force ƒ comme excitation avec pour réponse le déplacement x d'un corps :
- lorsque l'on sollicite le système par l'entrée ƒ1, la réponse (déplacement) est x1 ;
- lorsque l'on sollicite le système par une entrée (excitation) ƒ2, la réponse (déplacement) est x2 ;

et le système est dit linéaire si et seulement si
pour λ1 et λ2 deux nombres quelconques, la réponse à l'excitation λ1ƒ1 + λ2ƒ2 est λ1x1 + λ2x2.
Ce résultat se généralise alors à un nombre quelconque d'excitations. En d'autres termes, si on sait décomposer une excitation en une somme de fonctions simples, il sera éventuellement possible de calculer la réponse correspondante en additionnant des réponses individuelles calculables explicitement.
D'un point de vue épistémologique, le principe de superposition permet l'usage d'une démarche de type analyse et synthèse :
- analyse : on découpe un problème en sous-problèmes : principe de la « fracture » (al-jabr d'Al-Khawarizmi, 833), ou encore « diviser chacune des difficultés que j'examinerais, en autant de parcelles qu'il se pourrait, et qu'il serait requis pour les mieux résoudre » (René Descartes, Discours de la méthode, 1637) ;
- on étudie chaque sous-problème (sollicitations simples ƒ1, ƒ2, …) ;
- synthèse : le problème complexe est la somme des sous-problèmes.

En fait, les systèmes concrets possédant cette propriété sont rarissimes, pour ne pas dire inexistants. Bon nombre de systèmes peuvent être raisonnablement linéarisés, c'est-à-dire qu'on peut les considérer, en première approximation, comme linéaires
- soit en ignorant les petites non-linéarités par l'hypothèse des petites variations, voir systèmes oscillants à un degré de liberté et de manière générale grâce à la notion mathématique d'approximation linéaire,
- soit en procédant à une linéarisation optimisée dans le cas contraire.

En pratique, bien que peu de systèmes soient strictement linéaires, bon nombre de théories relevant de la physique et de la mécanique sont construites en considérant les systèmes linéaires. Les systèmes non linéaires sont étudiés par un grand nombre de chercheurs, mais la difficulté de leur étude fait qu'ils sont plus difficilement accessibles à un public plus large (ingénieurs, techniciens...)

## Application aux circuits électriques
Dans le cas des circuits électriques composés exclusivement d'éléments linéaires (résistances, capacités, inductances, générateurs de tension ou de courant indépendants ou dépendants linéairement d'un courant, d'une tension, etc.), la réponse dans une branche est égale à la somme des réponses pour chaque générateur indépendant pris isolément, en désactivant tous les autres générateurs indépendants (générateurs de tension remplacés par des courts-circuits et générateurs de courant par des circuits ouverts).
Exemple

Illustration du principe de superposition.

- En (a): La tension en P par rapport à la masse commune est de 6,11 volts. Cette valeur a été calculée en appliquant le principe de la superposition. Les étapes suivantes en font la démonstration.
- En (b): Court-circuit de V1 pour trouver l'influence de V2. La tension entre P et la masse devient égale à la tension aux bornes de R1. On calcule cette tension avec la formule du diviseur de tension;

{\displaystyle V_{\mathrm {R1} }={R_{\mathrm {1} } \over R_{\mathrm {1} }\ +R_{\mathrm {2} }}\cdot (-V_{\mathrm {2} })=-2,77\mathrm {V} }
- En (c): Court-circuit de V2 pour trouver l'influence de V1. La formule du diviseur de tension est de nouveau employée;

{\displaystyle V_{\mathrm {R2} }={R_{\mathrm {2} } \over R_{\mathrm {2} }\ +R_{\mathrm {1} }}\cdot V_{\mathrm {1} }=8,88\mathrm {V} }
L'addition (superposition) des valeurs obtenues, nous donne bien la tension au point P de notre circuit;
-{\displaystyle 2,77\mathrm {V} \ +8,88\mathrm {V} =6,11\mathrm {V} }
On peut appliquer le même principe à des circuits utilisant plus de deux sources. Aussi, chaque diviseur de tension peut comprendre un nombre quelconque de résistances en série.

Restrictions :
Lorsque toutes les sources du circuit sont désactivées sauf une, deux cas spécifiques doivent être vérifiés pour une correcte application du principe superposition :
- le circuit ne doit pas contenir de nœud auquel la tension est indéterminée (cas de sources de courant de même courant électromoteur connectées en série )
- le circuit ne doit pas contenir de branche dans laquelle le courant est indéterminé (cas de sources de tension de même force électromotrice en parallèle )
Cas spécifique des sources commandées :
Le principe de superposition est généralement appliqué à des circuits linéaires contenant des sources indépendantes (courant ou tension). Il peut tout à fait être étendu au cas plus spécifique des sources commandées. Deux analyses peuvent être menées de façon équivalente :
- Toutes les sources indépendantes sont éteintes sauf une (cas d'usage classique), ainsi les sources dépendantes peuvent ou non être éteintes (selon les lois de Kirchhoff) selon la valeur de la commande dans le réseau lors du calcul de l'état électrique considéré.
- Toutes les sources dépendantes et indépendantes sont éteintes sauf une (comme dans le cas d'usage classique); mais lors de l’extinction d'une source dépendante, sa commande est considérée indépendante (elle peut être allumée ou éteinte, selon l'état électrique calculé dans le réseau). L'état électrique ainsi formé correspond à un état lié.

## Résistance des matériaux et mécanique des milieux continus
En résistance des matériaux, on étudie des sollicitations élémentaires : traction et compression, cisaillement, torsion, flexion. Les matériaux sont d'ailleurs caractérisés par des essais mécaniques reproduisant ces sollicitations simples : essai de traction, essai de torsion, essai de flexion. À partir des charges auxquelles est soumise la pièce, on détermine les contraintes en chaque point de la pièce. Ces contraintes sont de deux types : contrainte normale, notée σ, et contrainte de cisaillement, notée τ :
- σ : traction, compression, flexion ;
- τ : cisaillement, torsion ;

la contrainte de cisaillement en flexion est en général ignorée.
Une pièce réelle est en général soumise à plusieurs sollicitations. En résistance des matériaux, on cherche à rester dans le domaine élastique, donc en petites déformations. De ce fait, on peut considérer que le système est linéaire et appliquer le principe de superposition :
- les contraintes normales s'ajoutent entre elles ;
- les contraintes de cisaillement s'ajoutent entre elles.

En particulier,
- en flexion, on établit des formulaires pour les cas simples ; pour un problème complexe, on ajoute simplement les diagrammes des efforts tranchants entre eux, les diagrammes des moments fléchissants entre eux, et les déformées entre elles ; cela revient à ajouter les contraintes ;
- dans le cas de la flexion déviée et de la flexion + traction ou compression, on ajoute les contraintes normales.

La coexistence de contraintes normale et de cisaillement (par exemple flexion + torsion) nécessite de recourir à d'autres méthodes telles que le cercle de Mohr ou la notion de contrainte équivalente.